# Nicolás Lasarte Arana
Nicolás Lasarte Arana (Villabona, 1917-San Sebastián , 29 de mayo de 1994) fue un abogado y político español, alcalde de San Sebastián durante el franquismo.

## Biografía
Estudió en los Escolapios de Toulouse y se licenció en derecho en la Universidad de Valladolid. Militante de la Comunión Tradicionalista, el estallido de la guerra civil española le sorprendió en San Sebastián , y en noviembre de 1936 se alistó en el Tercio de Oriamendi del requeté carlista. En 1942-1943 fue concejal del ayuntamiento de San Sebastián. Desde 1950 se vinculó al mundo de la banca, siendo consejero del Banco de España, letrado del Banco de Bilbao y de la Caja de Ahorros de San Sebastián, de la que fue subdirector en 1950 y director general de 1964 a 1979. También fue miembro de la Real Sociedad Bascongada de Amigos del País y del Orfeón Donostiarra.
El 18 de junio de 1961 fue nombrado alcalde de San Sebastián por el gobernador civil de Guipúzcoa, Manuel Valencia Remón. Durante su mandato se aprobó un nuevo Plan de Ordenación Urbana, se ordenó el saneamiento del río Urumea y el colector de Ondarreta, e inauguró el Frontón de Anoeta. Este nombramiento comportaba el de procurador en Cortes.  Ocupó el cargo hasta el 6 de junio de 1964. Después continuó vinculado al mundo empresarial y durante los años setenta fue director gerente de la Caja de San Sebastián, consejero de Europistas, Eurovías y de La Salvadora, SA.